# Dollar Loan Center
Dollar Loan Center je víceúčelová aréna nacházející se v Hendersonu ve státě Nevada v USA. Otevření proběhlo v roce 2022. Aréna je domovským stadionem týmu AHL Henderson Silver Knights, který je farmou týmu NHL Vegas Golden Knights. Byla postavena primárně jako stadion pro Henderson Silver Knights.
NCAA v roce 2022 ohlásila arénu jako dějiště univerzitního Mistrovství USA v mužském i ženském basketbalu.